# 哈得孙镇区 (密歇根州沙勒沃伊县)
哈得孙镇区（英語：Hudson Township）是位於美國密歇根州沙勒沃伊县的一個行政鎮區。

## 地方資料
哈得孙鎮區的面積為91.87平方千米，當中陸地面積為88.86平方千米，而水域面積為3.00平方千米。根據2020年美國人口普查的數據，當地共有人口671人，而人口密度為每平方千米7.3人。